# Juri Markowitsch Schmidt
Juri Markowitsch Schmidt (russisch Юрий Маркович Шмидт; * 10. Mai 1937 in Leningrad, heute Sankt Petersburg; † 12. Januar 2013 ebenda) war ein russischer Anwalt und Menschenrechtler, der vor allem als Verteidiger von Michail Chodorkowski bekannt wurde.

## Leben
Juri Schmidt wurde 1937 in Leningrad geboren. Seinen Vater, der 26 Jahre im Gulag überlebt hatte, lernte Schmidt erst Mitte der 1950er Jahre kennen.
Im Jahr 1960 schloss er sein Jura-Studium an der Staatlichen Universität Leningrad ab und arbeitete anschließend als Strafverteidiger. Bereits zu Zeiten der Sowjetunion half Schmidt Dissidenten, auch wenn er nicht als offizieller Verteidiger in politischen Prozessen zugelassen wurde.
Im Jahr 1991 gründete Schmidt das „Russische Anwaltskomitee zur Verteidigung der Menschenrechte“, die erste Menschenrechtsorganisation dieser Art in Russland. Seit Anfang der 1990er Jahre verteidigte er prominente Angeklagte wie den Regierungskritiker Chodorkowski oder den Umweltjournalisten Alexander Nikitin, für den Schmidt einen Freispruch erreichte. Nach der Ermordungen von Galina Starowoitowa (1998) und Sergei Juschenkow (2003) vertrat Schmidt die Familien der Getöteten. 2004 vertrat er den Leiter des Sacharow-Zentrums, Juri Samodurow, der wegen der umstrittenen Ausstellung „Achtung! Religion“ wegen Volksverhetzung angeklagt wurde.
Für seinen Einsatz für die Menschenrechte erhielt Schmidt zahlreiche Auszeichnungen, darunter den Petra-Kelly-Preis (2006), die Dr.-Rainer-Hildebrandt-Medaille (2010) und das Bundesverdienstkreuz (2012).
Schmidt, der ein scharfer Kritiker der Putin-Regierung war, starb im Januar 2013 an einer Krebs-Erkrankung.